# Section à moules perlières de la Truyère
Section à moules perlières de la Truyère este o arie protejată (sit de importanță comunitară — SCI) din Franța întinsă pe o suprafață de 5,3 ha, integral pe uscat.

## Localizare
Centrul sitului Section à moules perlières de la Truyère este situat la coordonatele 44°55′42″N 3°14′52″E / 44.92827°N 3.24786°E.

## Înființare
Situl Section à moules perlières de la Truyère a fost declarat arie specială de conservare în baza directivei 92/43 din 1992 referitoare la conservarea habitatelor naturale și a faunei și florei sălbatice pentru a proteja 1 specie de animale.

## Biodiversitate
Situată în ecoregiunea continentală, aria protejată nu include niciun habitat protejat.
La baza desemnării sitului se află o specie protejată de  nevertebrate: Margaritifera margaritifera.